# Belvedere Castle
Belvedere Castle és un edifici situat sobre Vista Rock, a Central Park, New York, d'una arquitectura que reprodueix la d'un castell escocès. Els seus plànols van ser dibuixats al segle xix per Calvert Vaux i l'escultor Jacob Wrey Mould. La construcció, en esquist de Manhattan, va començar el 1869. Avui, protegeix els locals de l'observatori meteorològic de New York (New York Meteorological Observatory), dirigit per la National Oceanic and Atmospheric Administration d'ençà 1912.